# マイクロ波ホログラフィ
マイクロ波ホログラフィ（マイクロはホログラフィ）とは、マイクロ波の干渉を利用したホログラフィ。

## 概要
合成開口レーダーの一種でマイクロ波の干渉を利用して地形や埋設物などを可視化する。マイクロ波ホログラフィは1960年代のなかば頃から研究が開始され、光波領域で開発されたホログラフィ技術をマイクロ波領域に適用することで初期の研究は大きく発展し、その後、マイクロ波ホログラフィ独自の技術が確立され、一時期開発が停滞していた時期もあったものの、ムーアの法則に則ったコンピュータの能力の向上、モノリシックマイクロ波集積回路(MMIC)の普及と共に性能も向上、低価格化した。

## 原理
送信用のアンテナから送信して反射して戻ってきたマイクロ波を受信して、高速フーリエ変換により処理して画像を構成する。

## 用途
- リモートセンシング
- 地中レーダー
- 非破壊検査